# 에이리크 힌 라우디
에이리크 힌 라우디 토르발드손(고대 노르드어: Eiríkr hinn rauði Þorvaldsson→토르발드의 아들 붉은 에이리크, 아이슬란드어: Eiríkur Rauði 에이리퀴르 뢰이디, 950년 ~ 1005년경)는 바이킹이다. 그린란드에 최초로 노르드인 식민지를 개척하였다. 노르웨이에서 태어났다.
960년경 에이리크의 아버지가 살인사건 때문에 노르웨이를 도주하게 되어 가족이 아이슬란드에 정착하였다. 982년에는 아들 에이리크 역시 살인사건 때문에 추방당할 처지에 처하자 서쪽으로 새로 정착할 땅을 찾기로 결심하였다. 군비외른(Gunnbjörn)이라는 탐험가가 아이슬란드 서쪽에 있는 땅을 발견, 보고한 바 있어 이를 찾아나선 것이다. 에이리크는 이 땅에 "푸른 땅"이라는 그린란드라는 이름을 붙였다.
〈붉은 에이리크 사가〉에 의하면 3년간의 추방기간 동안 그린란드의 해안을 탐험했다고 한다. 아이슬란드에 돌아와서는 그린란드를 대대로 선전해 985년 많은 수의 식민지 개척자들과 함께 그린란드에 들어갔다.
에이리크는 프레위디스(Freydís)라는 딸과 탐험가 레이프 에이릭손(Leifr Eiríksson), 토르발드(Þorvaldr), 토르스테인(Þorsteinn) 등 세 아들을 둔 것으로 알려져 있다. 아들 레이프와 달리 기독교 신자가 아니었다.